# Laufen (distrikt)
Laufen är ett distrikt i halvkantonen Basel-Landschaft i Schweiz. Huvudort är Laufen. Distriktet hade 20 321 invånare (2020). Före år 1994 tillhörde distriktet kantonen Bern.

## Geografi

### Indelning
Distriktet Laufen är indelat i 13 kommuner:
| Vapen             | Namn              | Invånare 2023-12-31 | Yta i km² |
| ----------------- | ----------------- | ------------------- | --------- |
| Blauen            | Blauen            | 685                 | 7,12      |
| Brislach          | Brislach          | 1 730               | 9,42      |
| Burg im Leimental | Burg im Leimental | 283                 | 2,84      |
| Dittingen         | Dittingen         | 737                 | 6,75      |
| Duggingen         | Duggingen         | 1 611               | 5,86      |
| Grellingen        | Grellingen        | 1 954               | 3,29      |
| Laufen            | Laufen            | 5 974               | 11,40     |
| Liesberg          | Liesberg          | 1 088               | 12,46     |
| Nenzlingen        | Nenzlingen        | 467                 | 3,66      |
| Roggenburg        | Roggenburg        | 255                 | 6,67      |
| Röschenz          | Röschenz          | 1 894               | 10,07     |
| Wahlen            | Wahlen            | 1 585               | 5,41      |
| Zwingen           | Zwingen           | 2 828               | 5,41      |